# Хапры (хутор)
Хапры́ — хутор в Мясниковском районе Ростовской области, входит в Недвиговское сельское поселение.

## География
Расположен в центре района, в 2 км к юго-западу от райцентра Чалтырь, на правом берегу реки Мёртвый Донец, высота над уровнем моря 23 м.
По южной окраине хутора проходит железнодорожная линия Ростов-Главный — Таганрог-II, там же ближайшая станция — платформа Сафьяново.
Соседние населённые пункты: хутора Недвиговка в 4 км западнее и Мокрый Чалтырь в 1 км на восток.

## История
26 марта 1749 года(15 марта по старому стилю)императрица Елизавета Петровна, по представлению генерала-аншефа Левашова, даровала земли полковнику Алексею Васильеву, который основал хутор Сафьянский.
В том же году с позволения уже полковника Алексея Васильева на пустопорожнем месте между устьем речки Мокрого Чалтыря и Сафьянной Балкой поселились ещё одиннадцать казачьих семей бывшего Дмитриевского (а ранее Азовского) конного казачьего полка под командованием полковника Васильева, перешедшего сюда из Новохопёрской крепости. Хутор был назван Хапры. впоследствии хутора слились в один большой — Хапры.
В 1929 году в состав Мясниковского района был включен х. Калинин, а затем, в 1933 включен Хаперский сельсовет с хуторами Недвиговка, Хапры и М. Чалтырь.

## Население
| 2010 |
| ---- |
| 973  |

## Археология
- В одной из балок около ст. Хапры находится опорный разрез хапровского фаунистического комплекса (поздний плиоцен)[3][4]

## Фотографии

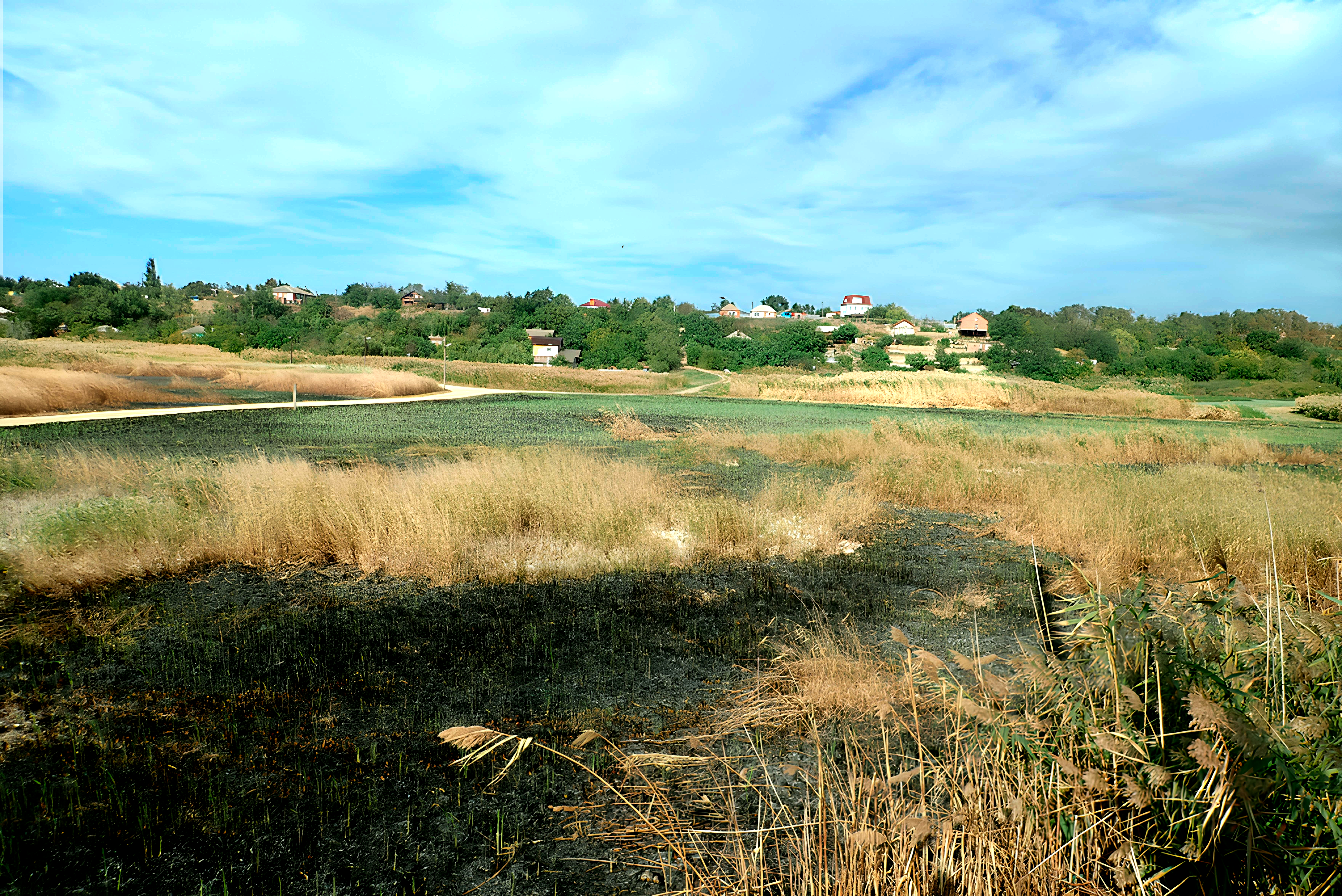
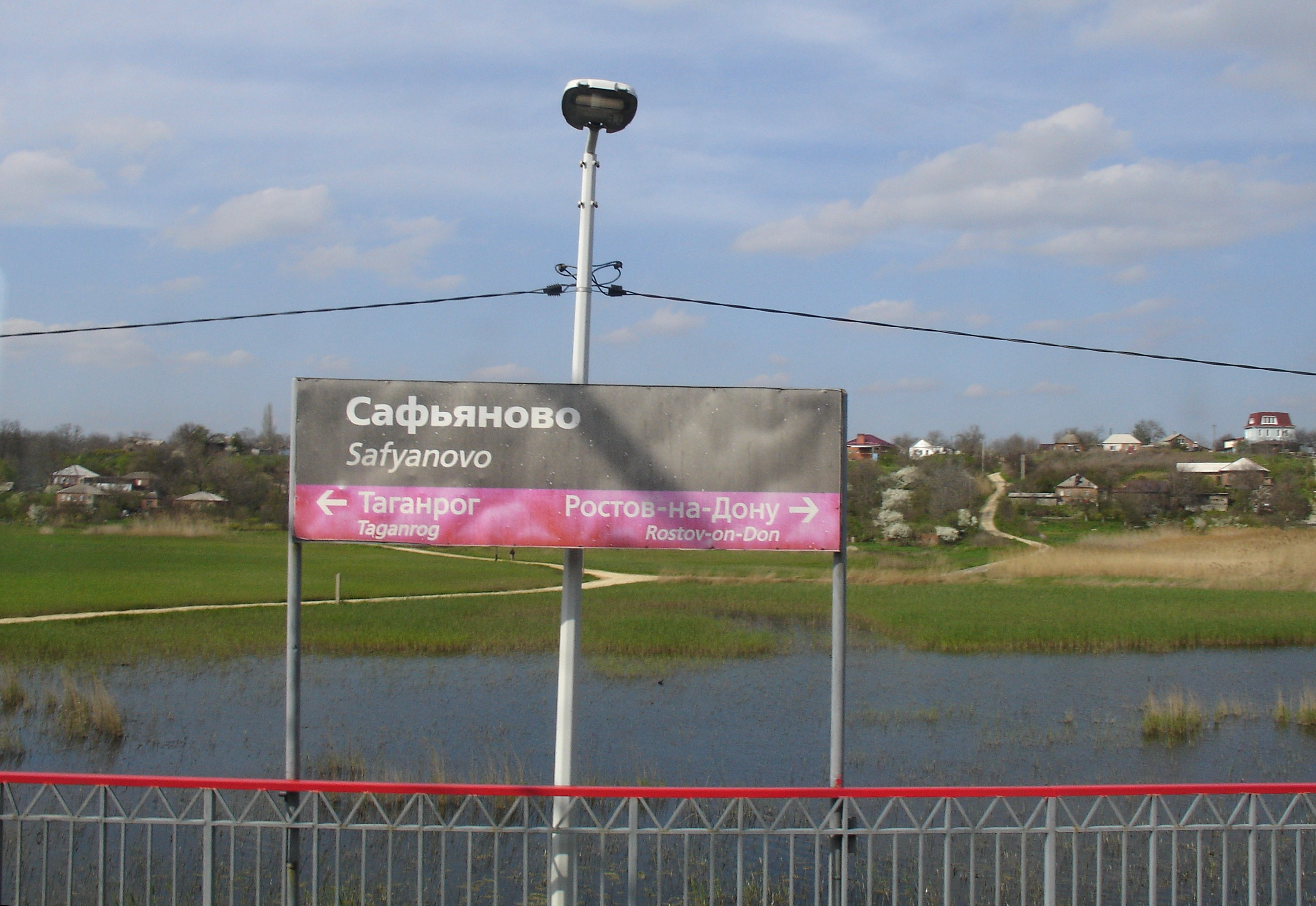
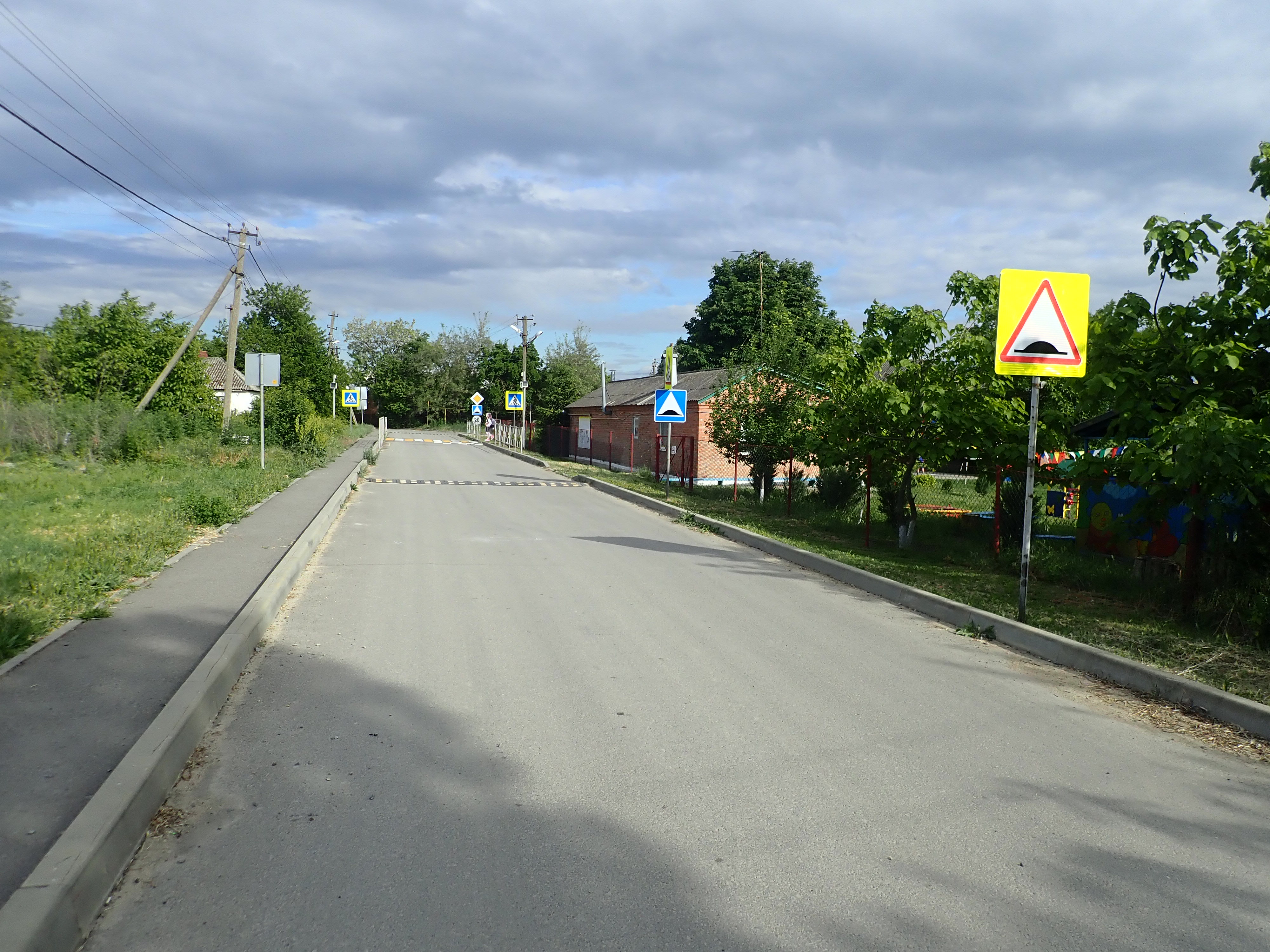
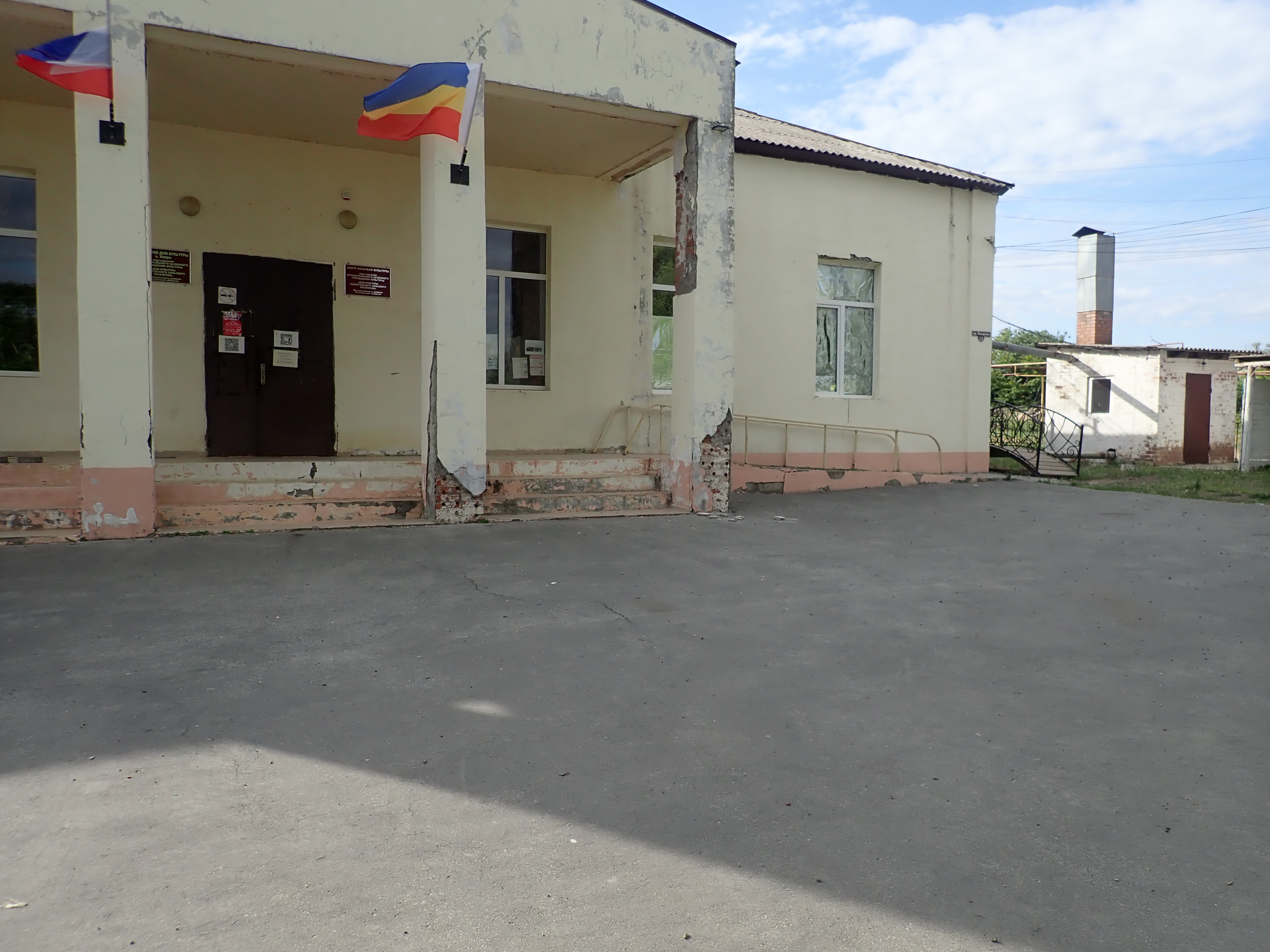
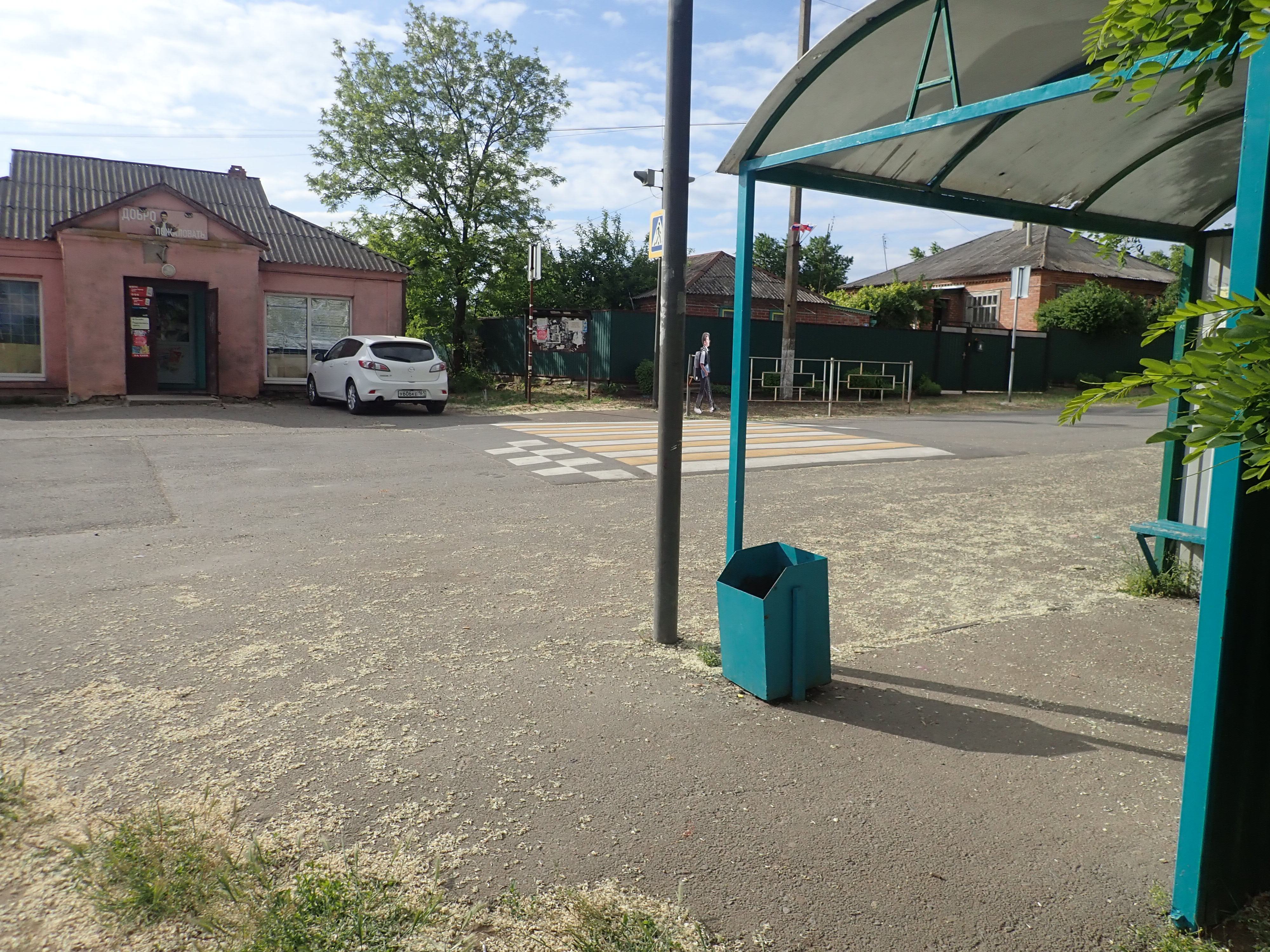
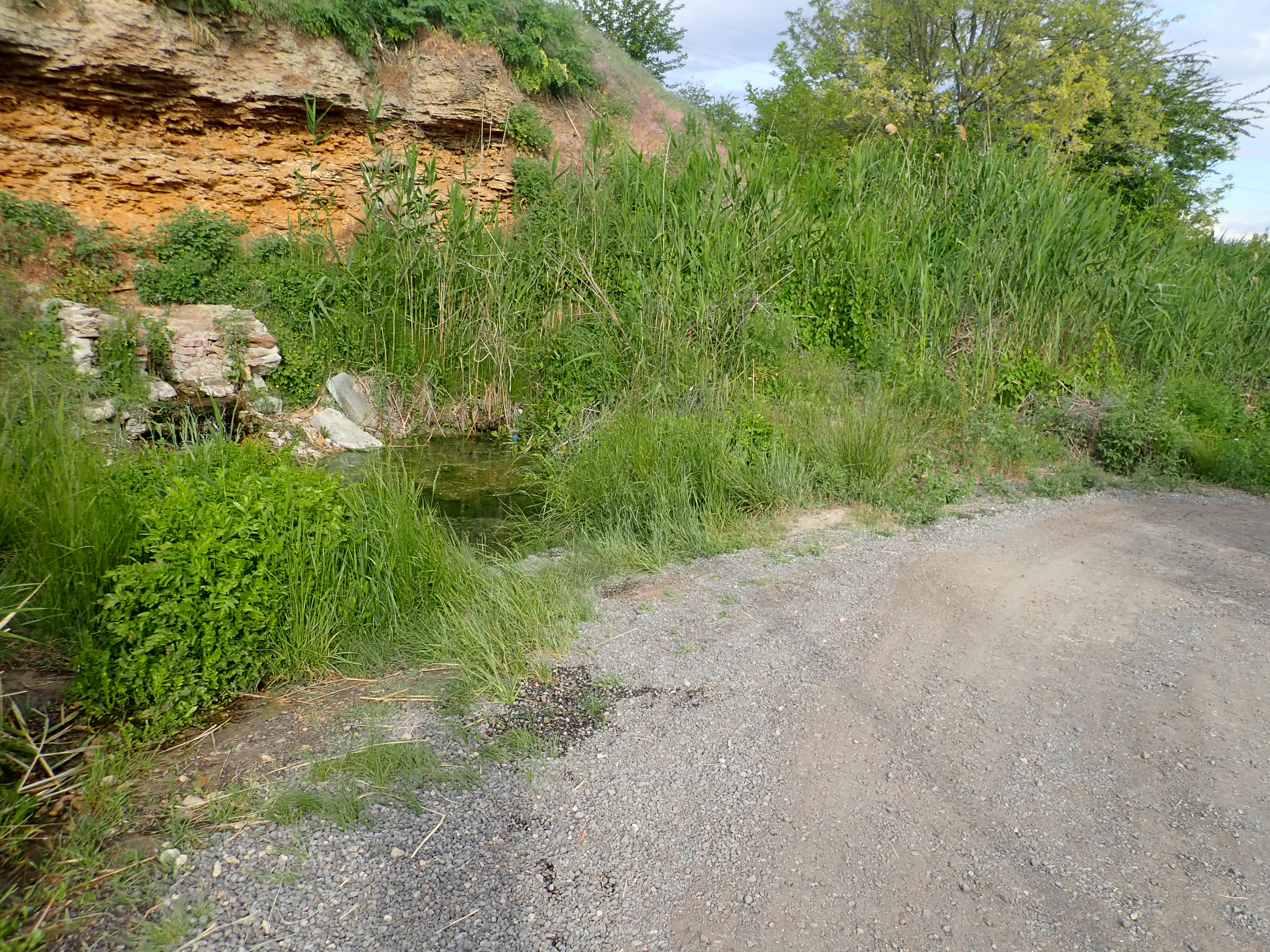
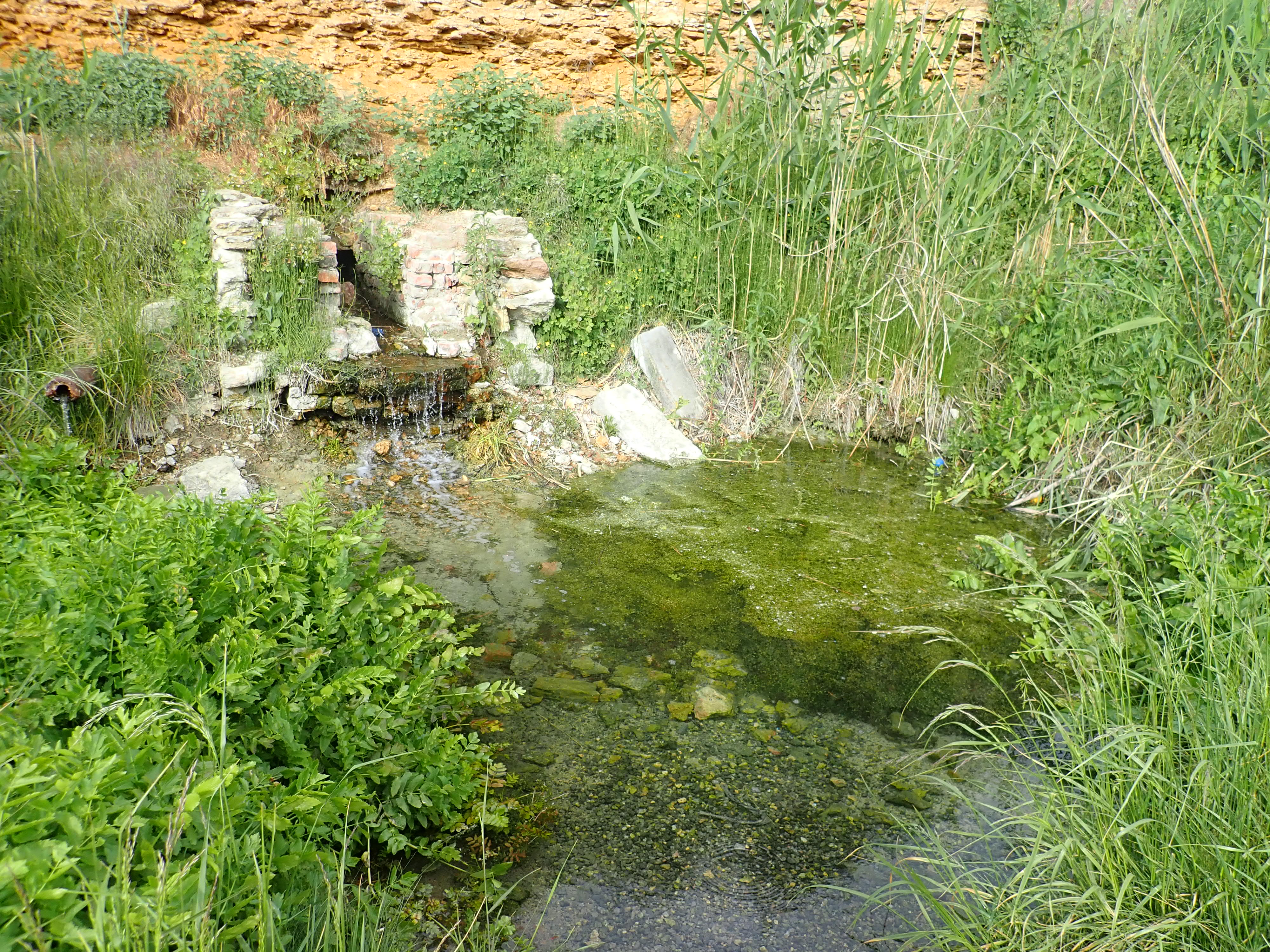
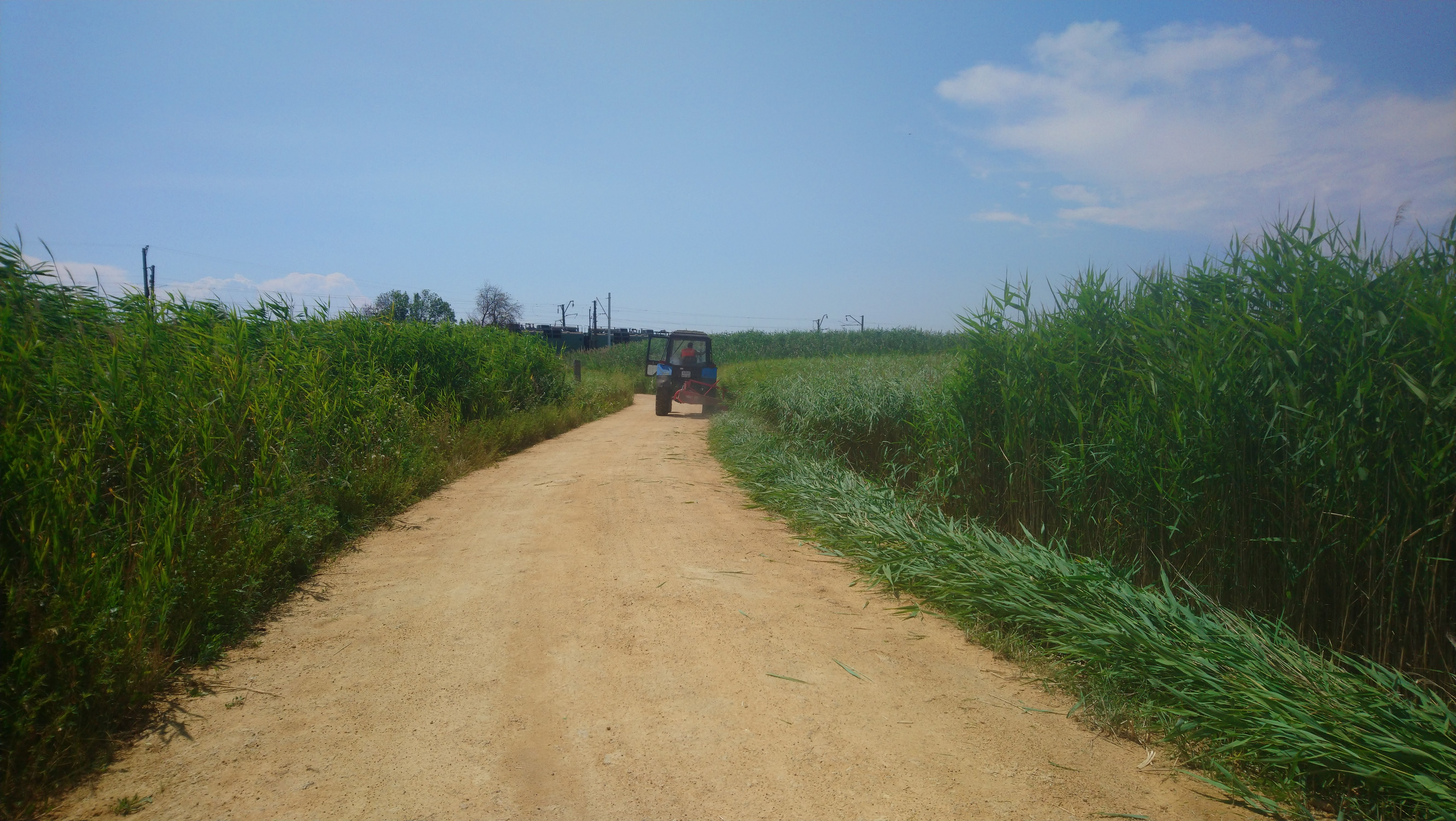
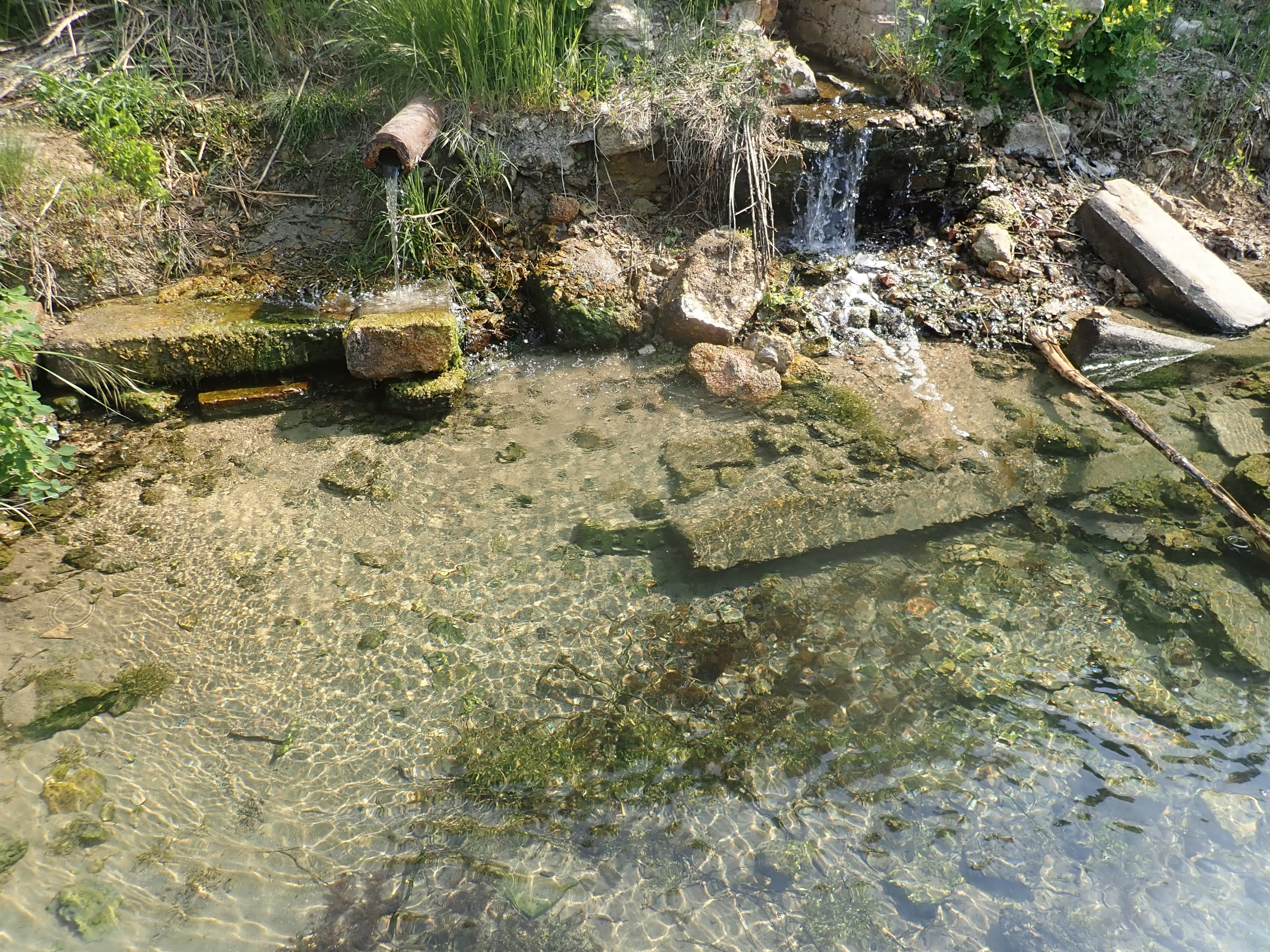